# Piep

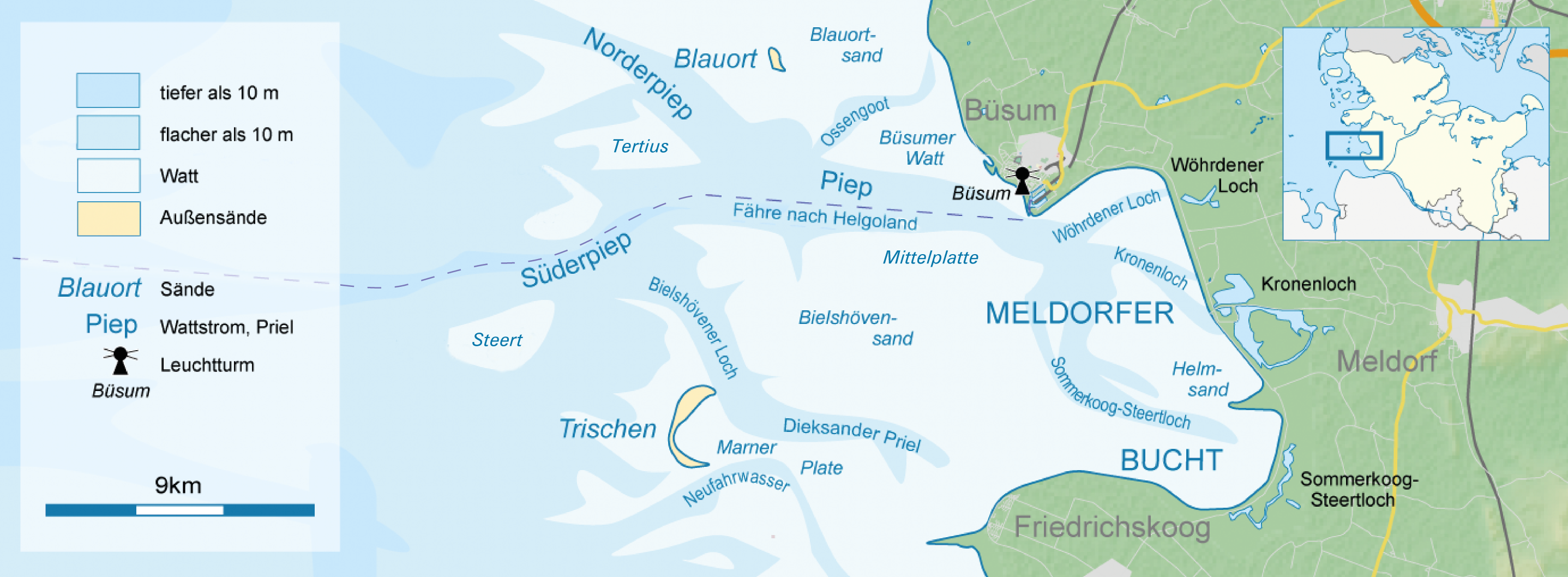
Die Piep gabelt sich seewärts ab der Sandbank Tertius in Norderpiep und Süderpiep

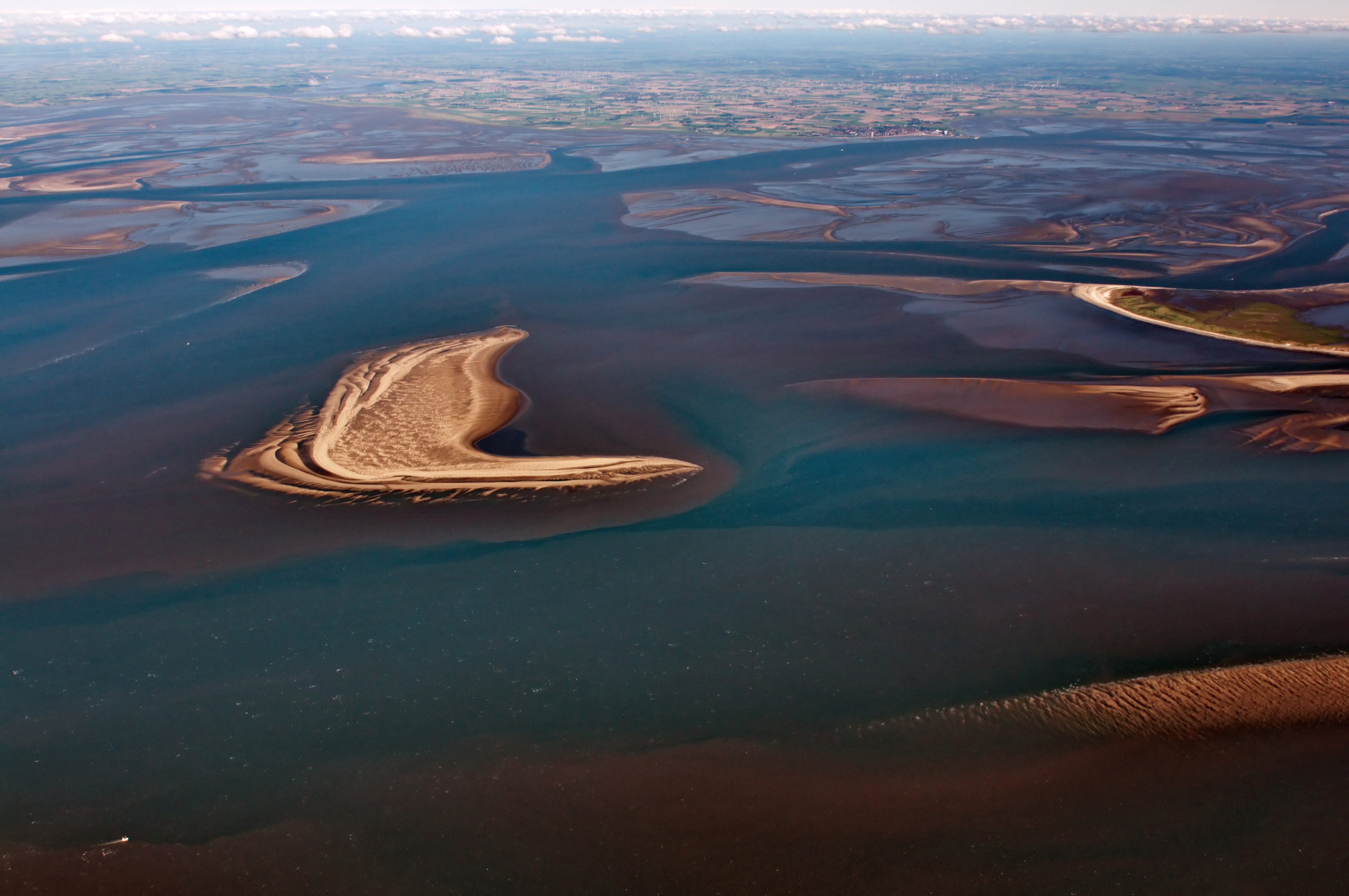
Sandbank Tertius links der Bildmitte, Blickrichtung Osten (Festland), links davon Norderpiep, rechts Süderpiep

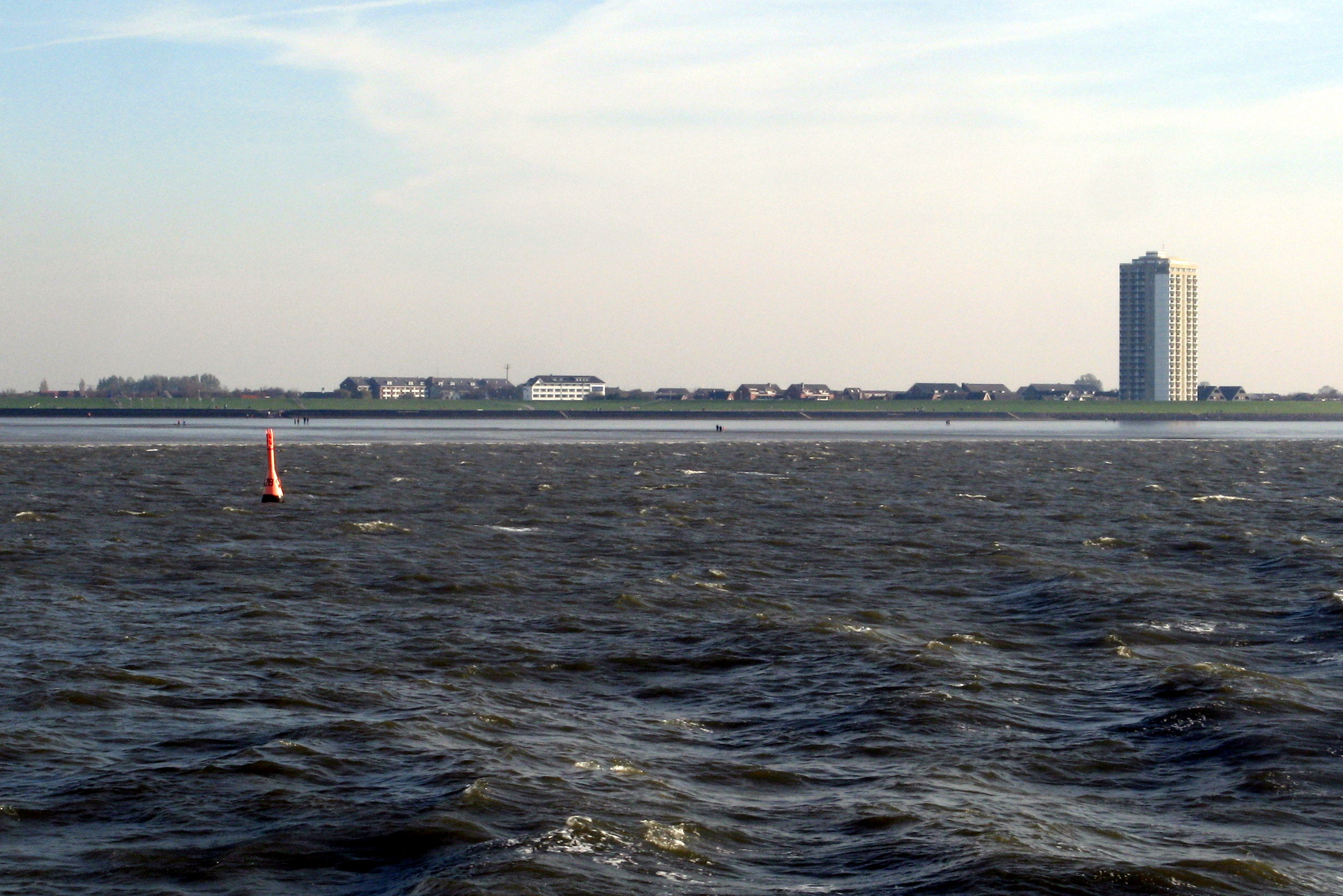
Süderpiep bei Niedrigwasser. Im Priel die Fahrwassermarkierung, kurz dahinter die Wattkante, im Hintergrund Büsum

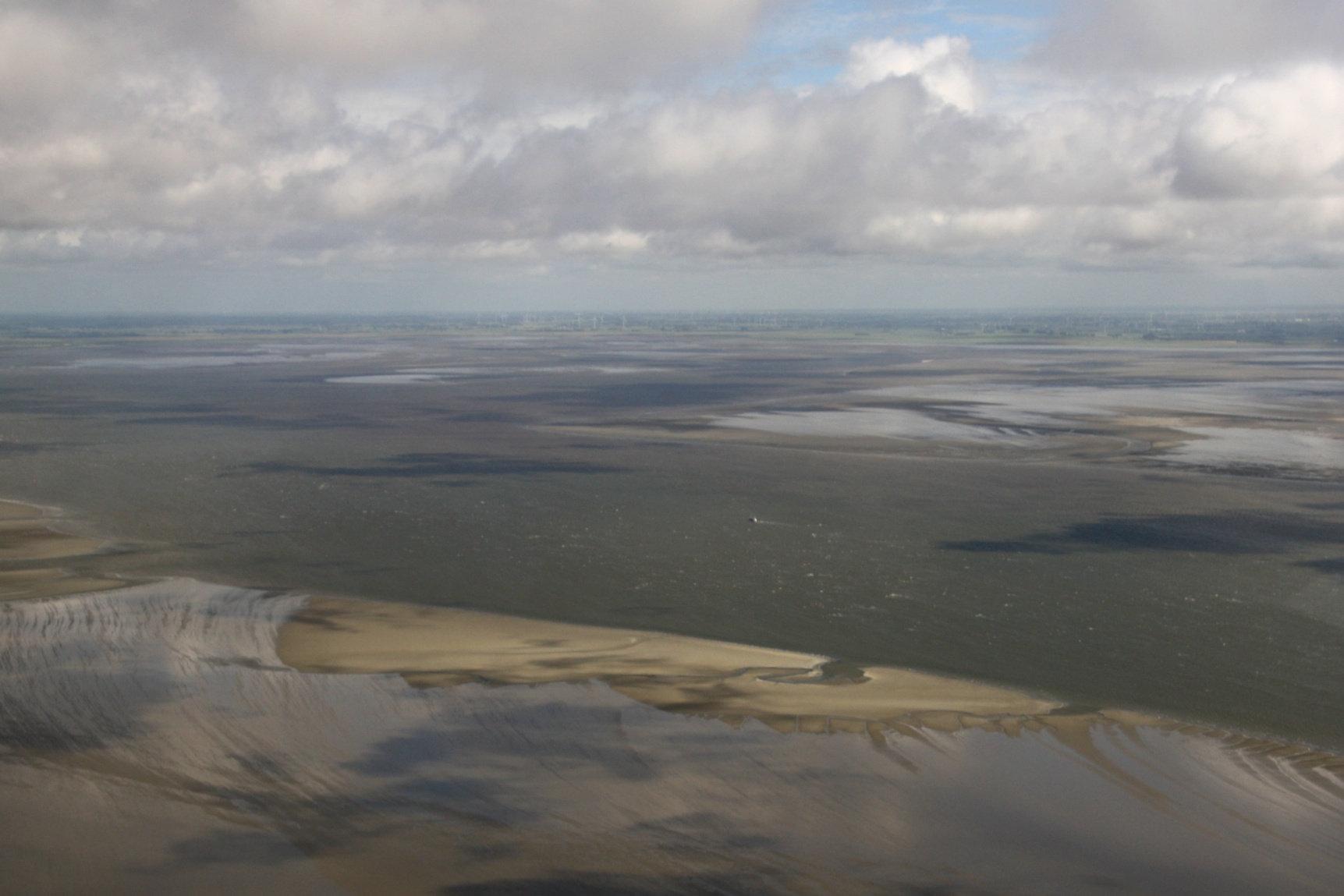
Luftaufnahme des Priels

Die Piep ist das dominierende Prielsystem vor der Dithmarscher Küste. Der mehrere Kilometer lange Priel beginnt an der Kante des Dithmarscher Wattenmeers, gabelt sich in der Meldorfer Bucht in drei Arme und reicht bis fast direkt an die Küstenlinie des Speicherkoogs. Durch die Piep ist die Zufahrt zum Hafen von Büsum möglich.
Seewärts teilt der Tertiussand den Strom in einen nördlichen und südlichen Teil, Norderpiep und Süderpiep, wobei die Flut primär durch den südlichen Teil fließt, während die Ebbe durch beide Rinnen abläuft. Innerhalb der Meldorfer Bucht etwa auf der Höhe von Büsum teilt sich die Piep in das nördliche Wöhrdener Loch, das mittlere Kronenloch und das südliche Sommerkoog-Stertloch.
Die genauen Daten variieren aufgrund der dynamischen Natur des Dithmarscher Wattenmeeres stark. Die Fläche betrug zwischen 1931 und 1991 zwischen 100 und 115 Quadratkilometer, die auch bei Niedrigwasser unter Wasser standen, dazu kamen zwischen 121 und 171 Quadratkilometer Wattfläche im direkten Gebiet des Stroms. Seine maximale Tiefe lag zwischen 1931 und 1991 bei 21 bis 27 Metern und betrug 26 Meter im Jahr 1991. Das Fassungsvermögen lag im selben Zeitraum zwischen 699 und 565 Millionen Kubikmetern, 1991 betrug es 577 Millionen Kubikmeter. Heute liegt die maximale Tiefe bei 20 Metern.